# Зграда у улици Антона Чехова бр. 4 у Новом Саду
Зграда у улици Антона Чехова бр. 4 у Новом Саду, позната као Стрељана или Шиштат или Дворац Еђшег представља непокретно културно добро као споменик културе.
Зграда је изграђена 1890. године, по пројекту градитеља Георга Молнара, поводом прославе стогодишњице Стрељачког удружења, најстарије грађанске организације у Новом Саду. Грађена је на месту ранијег дашчаног објекта, као високопартерна зграда павиљонског типа, сложене основе и разуђене структуре кровних маса. Зграда је архитектонски обликована са стилским обележјима историцизма, док се за декоративну обраду фасаде користе еклектички елементи. Прозори су високи и полукружно завршени, а на угаоном ризалиту су мање бифоре. Фасадну декорацију чине профилисане атике и оквири прозора са завршцем, кровни и подеони венци и ступци урађени су у имитацији рустике. Намена објекта условила је функционалну организацију ентеријера, који се састоји од велике, централне сале и две мање бочне, прилагођене спортским активностима. Таваница велике сале богато је декорисана и осликана. Око зграде је пространо двориште у коме су се некада одржавала такмичења у стрељаштву.
У сусрет 2021. години када је Нови Сад један од Европских престоница културе, зграда је промовисана као културна станица, званично отворена 8. септембра 2018. године. Од тада се овде промовише културно-уметнички и едукативни програм.

## Галерија
- Дворац Еђшег
- Дворац Еђшег
- Дворац Еђшег
- Дворац Еђшег
- Дворац Еђшег
- Дворац Еђшег
- Дворац Еђшег
- Дворац Еђшег
- Дворац Еђшег